# Seoane Vello
Seoane Vello (llamada oficialmente San Xoán de Seoane Vello) es una parroquia del municipio español de Montederramo, en la provincia de Orense, Galicia. 

## Toponimia
La parroquia también es conocida por el nombre de San Juan de Seoane Vello.

## Organización territorial
La parroquia está formada por cinco entidades de población:
- Casetas (A Caseta)
- Castiñeira (A Castiñeira)
- Graña (A Graña de Seoane)
- Leboreiro
- Praducelos

## Demografía
| Gráfica de evolución demográfica de Seoane Vello entre 2000 y 2022 |
|                                                                    |
| Datos según el nomenclátor publicado por el INE.                   |